# Amphoe Damnoen Saduak

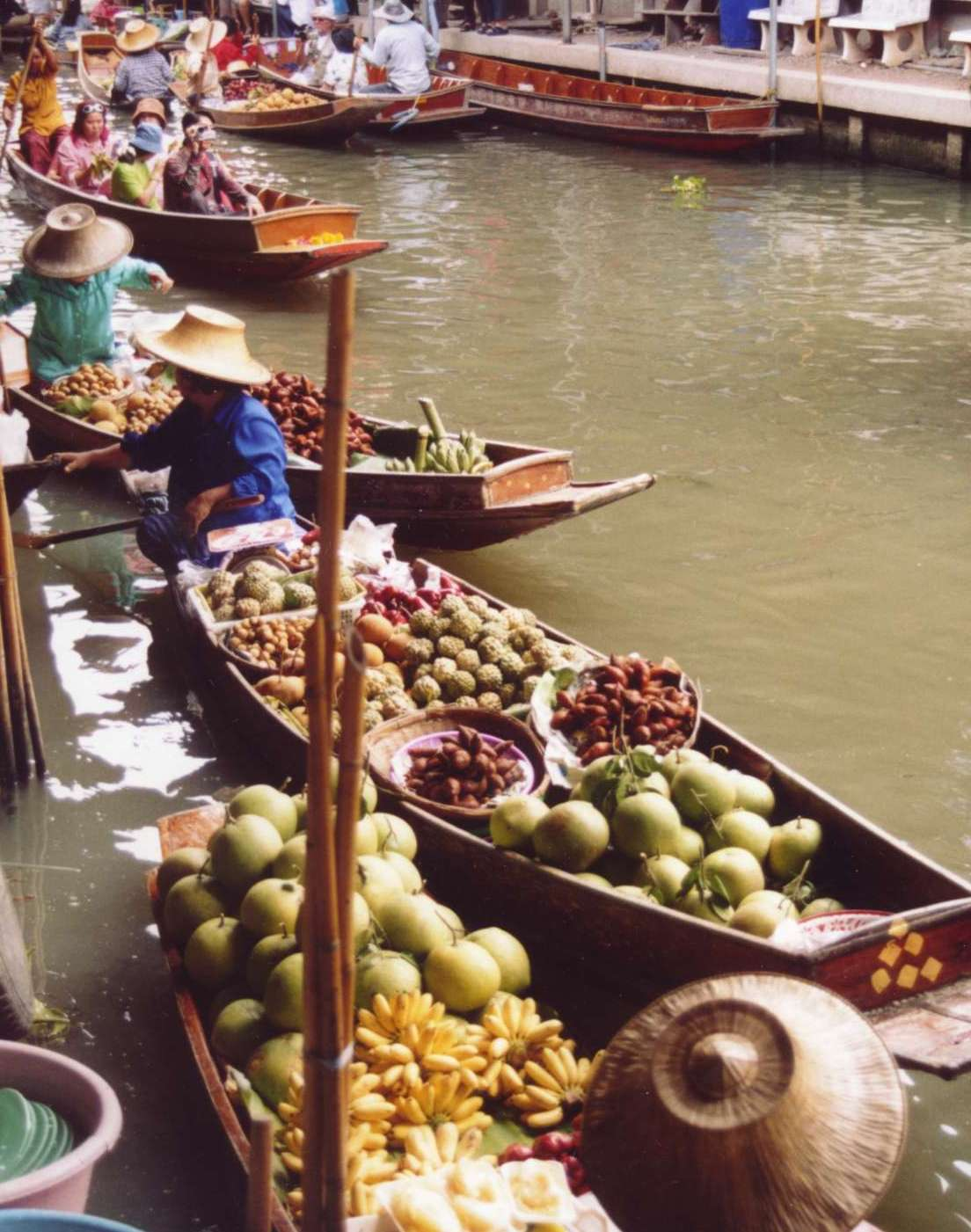
Schwimmender Markt

Amphoe Damnoen Saduak (Thai: อำเภอดำเนินสะดวก, wörtl. Bequeme Reise) ist ein Landkreis (Amphoe – Verwaltungs-Distrikt) in der Provinz Ratchaburi. Die Provinz Ratchaburi liegt in der Zentralregion von Thailand.

## Geographie
Benachbarte Kreise (von Osten im Uhrzeigersinn): Amphoe Ban Phaeo in der Provinz Samut Sakhon, die Amphoe Mueang Samut Songkhram und Bang Khonthi in der Provinz Samut Songkhram sowie die Amphoe Mueang Ratchaburi, Photharam und Bang Phae in der Provinz Ratchaburi.
Damnoen Saduak liegt am „Khlong Damnoen Saduak“, einem Kanal (Khlong), der den Mae Nam Tha Chin (Tha-Chin-Fluss) mit dem Mae Nam Mae Klong (Mae-Klong-Fluss) verbindet.

## Sehenswürdigkeiten
Damnoen Saduak ist bekannt für seinen Schwimmenden Markt, der jeden Vormittag auf einem Khlong nicht weit vom Büro des District Office abgehalten wird. Aber seit der Markt durch seine Nähe zu Bangkok zu einer Touristen-Attraktion geworden ist, hat er viel von seiner Authentizität verloren.

## Verwaltung

### Provinzverwaltung
Der Landkreis Damnoen Saduak ist in 13 Tambon („Unterbezirke“ oder „Gemeinden“) eingeteilt, die sich weiter in 105 Muban („Dörfer“) unterteilen.
| Nr.  | Name           | Thai       | Muban | Einw.  |
| ---- | -------------- | ---------- | ----- | ------ |
| 01.  | Damnoen Saduak | ดำเนินสะดวก | 10    | 07.607 |
| 02.  | Prasat Sit     | ประสาทสิทธิ์  | 06    | 07.779 |
| 03.  | Si Surat       | ศรีสุราษฎร์   | 08    | 06.027 |
| 04.  | Ta Luang       | ตาหลวง     | 06    | 03.606 |
| 05.  | Don Kruai      | ดอนกรวย    | 12    | 15.370 |
| 06.  | Don Khlang     | ดอนคลัง     | 05    | 04.937 |
| 07.  | Bua Ngam       | บัวงาม      | 06    | 04.313 |
| 08.  | Ban Rai        | บ้านไร่      | 08    | 10.501 |
| 09.  | Phaengphuai    | แพงพวย     | 12    | 08.964 |
| 010. | Si Muen        | สี่หมื่น       | 08    | 03.100 |
| 011. | Tha Nat        | ท่านัด       | 08    | 07.948 |
| 012. | Khun Phithak   | ขุนพิทักษ์     | 09    | 07.030 |
| 013. | Don Phai       | ดอนไผ่      | 07    | 07.407 |

### Lokalverwaltung
Es gibt fünf Kommunen mit „Kleinstadt“-Status (Thesaban Tambon) im Landkreis:
- Prasat Sit (Thai: เทศบาลตำบลประสาทสิทธิ์) bestehend aus Teilen des Tambon Prasat Sit.
- Bua Ngam (Thai: เทศบาลตำบลบัวงาม) bestehend aus dem kompletten Tambon Bua Ngam.
- Damnoen Saduak (Thai: เทศบาลตำบลดำเนินสะดวก) bestehend aus dem kompletten Tambon Damnoen Saduak und den Teilen der Tambon Si Surat, Ta Luang, Si Muen, Tha Nat.
- Si Don Phai (Thai: เทศบาลตำบลศรีดอนไผ่) bestehend aus den Teilen der Tambon Prasat Sit, Si Surat, Don Phai.
- Ban Rai (Thai: เทศบาลตำบลบ้านไร่) bestehend aus dem kompletten Tambon Ban Rai.

Außerdem gibt es acht „Tambon-Verwaltungsorganisationen“ (องค์การบริหารส่วนตำบล – Tambon Administrative Organizations, TAO)
- Ta Luang (Thai: องค์การบริหารส่วนตำบลตาหลวง) bestehend aus Teilen des Tambon Ta Luang.
- Don Kruai (Thai: องค์การบริหารส่วนตำบลดอนกรวย) bestehend aus dem kompletten Tambon Don Kruai.
- Don Khlang (Thai: องค์การบริหารส่วนตำบลดอนคลัง) bestehend aus dem kompletten Tambon Don Khlang.
- Phaengphuai (Thai: องค์การบริหารส่วนตำบลแพงพวย) bestehend aus dem kompletten Tambon Phaengphuai.
- Si Muen (Thai: องค์การบริหารส่วนตำบลสี่หมื่น) bestehend aus Teilen des Tambon Si Muen.
- Tha Nat (Thai: องค์การบริหารส่วนตำบลท่านัด) bestehend aus Teilen des Tambon Tha Nat.
- Khun Phithak (Thai: องค์การบริหารส่วนตำบลขุนพิทักษ์) bestehend aus dem kompletten Tambon Khun Phithak.
- Don Phai (Thai: องค์การบริหารส่วนตำบลดอนไผ่) bestehend aus Teilen des Tambon Don Phai.